# (34649) 2000 WB103
(34649) 2000 WB103 est un objet de la ceinture principale extérieure découvert en 2000.

## Description
(34649) 2000 WB103 a été découvert le 26 novembre 2000 à l'observatoire Magdalena Ridge, situé dans le comté de Socorro, au Nouveau-Mexique (États-Unis), par le projet Lincoln Near-Earth Asteroid Research (LINEAR).

### Caractéristiques orbitales
L'orbite de cet astéroïde est caractérisée par un demi-grand axe de 3,37 ua, un périhélie de 3,04 ua, une excentricité de 0,010 et une inclinaison de 8,88° par rapport à l'écliptique. Du fait de ces caractéristiques, à savoir un demi-grand axe entre 3,2 et 4,6 ua, il est classé, selon la JPL Small-Body Database, comme objet de la ceinture principale extérieure.

### Caractéristiques physiques
(34649) 2000 WB103 a une magnitude absolue (H) de 13,4 et un albédo estimé à 0,390.